# Teatro Gesher
El Teatro Gesher (en hebreo: תיאטרון גשר) (transliterado: Teatron Gesher) es un teatro que está ubicado en la ciudad de Jaffa, en el Distrito de Tel Aviv, en el Estado de Israel. Sus obras son interpretadas en los idiomas hebreo y ruso. La palabra Gesher significa puente en hebreo.

## Historia del Teatro
El teatro Gesher fue creado en el año 1991 por un grupo de expatriados de la antigua URSS. En 1990, un grupo de jóvenes actores que estudiaban en la capital rusa Moscú, con el director Yevgeny Arye, junto con su maestro emigraron a Israel. Al llegar al país, el grupo fue reforzado con actores procedentes de los teatros de Moscú, San Petersburgo y Riga. El teatro abrió sus puertas representando la obra teatral "Rosencrantz y Guildenstern han muerto" del autor Tom Stoppard, traducida por Joseph Brodsky.
En el año de la creación del teatro, la comunidad hablante del idioma ruso en Israel alcanzaba la cifra de 400.000 personas, pero el teatro Gesher no se limitaba solamente al público de la comunidad de personas hablantes de ruso. Un año más tarde, Gesher empezó a representar actuaciones en hebreo. Durante varios años cada actuación tenía dos versiones, una en idioma ruso, y otra en hebreo (actualmente todas las obras son representadas solamente en el idioma hebreo con subtítulo en ruso.
En el repertorio del teatro hay representaciones de obras rusas clásicas de autores como: Dostoyevsky, Ostrovsky, Chekhov, Máximo Gorki, y de obras clásicas europeas de autores como: Molière, Shakespeare, Carlo Goldoni, Friedrich Schiller, y Bertolt Brecht. En 1997, al teatro Gesher le fue concedido el premio del Estado de Israel. El director musical del teatro es el compositor israelí de origen estonio, Avi Nedzvetsky, más conocido por su pseudónimo creativo, Avi Benjamin.